# Wie wir die Klimakatastrophe verhindern
Wie wir die Klimakatastrophe verhindern (Untertitel: Welche Lösungen es gibt und welche Fortschritte nötig sind) ist ein Buch von Bill Gates aus dem Jahr 2021. Darin stellt Gates dar, was er in über einem Jahrzehnt des Studiums des Klimawandels und der Investition in Innovationen zur Lösung von Klimaproblemen gelernt hat.

## Veröffentlichung
How to Avoid a Climate Disaster wurde am 16. Februar 2021 als Hardcover bei Alfred A. Knopf veröffentlicht. Ein Hörbuch, gesprochen von Gates und Wil Wheaton, wurde am selben Tag veröffentlicht. Eine Großdruck-Taschenbuchausgabe wurde am 23. Februar 2021 veröffentlicht.
Das Buch debütierte auf Platz 1 der New-York-Times-Sachbuch-Bestsellerliste in der Woche zum 20. Februar 2021.
Auf Deutsch erschien das Buch, in der Übersetzung durch Karsten Petersen und Hans-Peter Remmler, ebenfalls am 16. Februar 2021 im Piper Verlag.

## Rezeption
Kirkus Reviews nannte das Buch in seiner Sternchen-Rezension einen „äußerst maßgeblichen und zugänglichen Plan, wie wir eine Klimakatastrophe vermeiden können“. Publishers Weekly stimmte dem zu und nannte es einen „überzeugenden“ und „zugänglichen“ Leitfaden zur Bekämpfung des Klimawandels. Allerdings schrieb die Publikation, dass „nicht alle seine Ideen als politisch machbar erscheinen“.